# Monnina amplibracteata
Monnina amplibracteata là một loài thực vật có hoa trong họ Polygalaceae. Loài này được Ferreyra mô tả khoa học đầu tiên năm 1948.